# Rob Rooken
Rob Rooken, né le 5 octobre 1969 à Groningue, est un homme politique néerlandais. Il est élu député européen lors des élections de 2019 pour le Forum pour la démocratie (FvD), avant de rejoindre le nouveau parti JA21 en 2020, à l'image des deux autres élus européens du FvD, Derk Jan Eppink et Rob Roos.

## Biographie
Après une carrière dans les secteurs de l'informatique et du numérique, Rob Rooken devient politiquement actif au sein du Forum pour la démocratie (FvD). Le parti le place en troisième position sur la liste présentée aux élections européennes de 2019. Il est élu député européen, ce qui constitue son premier mandat électoral.
Au Parlement européen, il est membre de la commission de l'environnement, de la santé publique et de la sécurité alimentaire. En 2020, Rooken annonce son retrait du FvD après une série de controverses et querelles internes pour rejoindre JA21.